# 六浦藩

米倉宗家の家紋「折敷に花角」

六浦藩（むつうらはん）は、武蔵国にかつて存在した藩。久良岐郡の一部（現在の神奈川県横浜市金沢区）、相模国大住郡の一部（現在の神奈川県平塚市・秦野市）などが含まれる。現在の横浜市内にあった唯一の藩である。

## 概要
金沢文庫で知られる武蔵国久良岐郡金沢（かねさわ、かなざわ）に隣接する六浦に陣屋を置いたため武州金沢藩や武蔵金沢藩とも呼ばれる。藩庁は六浦陣屋に置かれた。金沢地域の所領は寺社領を除いた寺前村、久良岐郡（六浦）三分社家分村、三分寺分村、三分平分村、坂本村と赤井村、宿村7村の石高は少なく、相模国大住郡など他地域の石高が多かった。
元禄9年（1696）4月大名昇格時に下された「領知目録」（前掲書所収）によると、武蔵国幡羅郡・埼玉郡に各1村、同足立郡4村、同比企郡3村、相模国大住郡1村、上野国碓氷郡2村、同群馬郡6村の18村。
元禄12年（1699）5千石加増後は、武蔵国埼玉郡2村、同久良岐郡7村、同多摩郡4村、相模国大住郡13村、上野国碓氷郡4村、下野国都賀郡4村、同安蘇郡5村の計39村「米倉氏系譜」、
宝永二年（1705）3千石の分知後には、武蔵国埼玉郡二村、同久良岐郡六村、相模国大住郡九村、同淘綾郡一村、下野国都賀郡6村、同安蘇郡6村の計30村にあった（前同）。
1869年（明治2年）6月の版籍奉還を受けた明治政府による知藩事任命後に六浦藩を正式名称とした（加賀金沢藩（加賀藩）との同名回避のためと思われる）。漢学者として仕えていた宇田廉平が大参事となり、新政府の集議院に参加した。1871年（明治4年）7月14日の廃藩置県により六浦県となったが、同年11月14日には同県管轄区域のうち相模川以東が神奈川県に、相模川以西が足柄県に統合された。
六浦藩を治めた米倉氏は、もとは甲斐武田氏に仕え、1582年（天正10年）に武田氏が織田信長によって滅ぼされた後に徳川家康に仕えた。米倉昌尹の代に5代将軍徳川綱吉のもとで頭角をあらわし、下野皆川藩1万5000石を領し、うち3000石を分地したが、その後陣屋を六浦に移した。また、六浦藩の初代藩主・米倉忠仰は柳沢吉保の実子である。
陣屋遺構として、当時の石段が残っている。

## 歴代藩主
米倉家
譜代　陣屋　1万2千石（1722年 - 1869年）
1. 忠仰（ただすけ）〔従五位下・主計頭〕
2. 里矩（さとなり）
3. 昌晴（まさはる）〔従五位下・丹後守〕
4. 昌賢（まさかた）〔従五位下・長門守〕
5. 昌由（まさよし）〔従五位下・丹後守〕
6. 昌俊（まさのり）〔従五位下・丹後守〕
7. 昌寿（まさなが）〔従五位下・丹後守〕
8. 昌言（まさこと）〔従五位下・丹後守〕

※米倉家の菩提寺は、神奈川県秦野市にある蔵林寺である。

## 幕末の領地
- 武蔵国
  - 久良岐郡のうち - 4村
  - 埼玉郡のうち - 2村
- 相模国
  - 淘綾郡のうち - 1村
  - 大住郡のうち - 9村（うち1村が先に神奈川県に編入）
- 下野国
  - 都賀郡のうち - 6村
  - 安蘇郡のうち - 6村

## その他
現在、陣屋跡には当主一家が住んでおり、テレビ番組で取り上げられたことがある。
| 先代 （武蔵国） | 行政区の変遷 1722年 - 1871年 （金沢藩→六浦藩→六浦県） | 次代 神奈川県 |